# バラード (プロコフィエフ)
バラード ハ長調 作品15 は、セルゲイ・プロコフィエフが作曲したチェロとピアノのための楽曲。

## 概要
本作は1912年に作曲された。プロコフィエフは自叙伝において、この作品の主題は幼少期に作曲したヴァイオリンソナタから転用したものだと述べている。
（そのヴァイオリンソナタの）主題は第1楽章の第1主題しか残されていなかったのだが、それを10年後にチェロのためのバラード作品15にて用いたのだった。序奏の3小節とその主題の冒頭5小節は両作品の間で完全に一致している（中略）したがって、11歳で作曲されたバラードの第1主題は作品番号付きで出版された私の作品の中で最も早くに書かれたものということになる。
本作の完成当時はトッカータ（1912年）、ピアノソナタ第2番（1912年）、ピアノ協奏曲第2番（1913年初版）など、プロコフィエフが革新的なピアノ作品を生み出していた時期にあたる。にもかかわらず本作はどちらかというと作曲者後期のような響きを持ち、節度ある曲調となっている。彼はこの後も折に触れてこうした寡黙で即興的に進行する楽曲を生み出していくことになる。
曲の完成後、プロコフィエフはチェリストで友人のニコライ・ルースキーと曲をさらってみたものの、達者とは言い難いルースキーの技術では想定していた演奏効果を引き出すことが出来なかった。そこで翌1913年の11月にチェロをエフセイ・ベロウソフに交代して稽古に臨んだプロコフィエフは、その時の感想を日記に次のように書き残している。
自分の曲が初めてあるべき姿で私に聞こえてきた。
初演はエフセイ・ベロウソフのチェロ、作曲者自身のピアノにより、1914年1月にモスクワ音楽院の小ホールで行われた。この日を含め、本作の評判は芳しくなかったがプロコフィエフは情熱を失わなかった。別の日の日記には次のように記している。
チェロがよく鳴るということ、そしてバラードが非常によくできた曲であるということに納得する気持ちである。
彼は以降も折を見ては本作をプログラムに組み込み、やがてグレゴール・ピアティゴルスキーとも本作で共演することになる。

## 楽曲構成
演奏時間は約12分。曲はとりとめなく進んでいくような印象を与える。作曲者自身は曲の構成について「2つの楽章からなるソナタに類似している」と述べている。
「チャイコフスキーのピアノ協奏曲第1番のような」ピアノの前奏で始まるが、急速に静まったところへチェロが主題を提示する（譜例1）。
譜例1
流麗なエピソードを間に挟み、譜例1が再現される。2つ目の主題はチェロのピッツィカートで奏される譜例2である。数あるチェロの楽曲の中でも、ピッツィカートを奏し続ける時間が最長に近い個所であるとスティーヴン・イッサーリスは指摘している。
譜例2
ピアノの右手が6/4拍子、左手が4/4拍子となる経過を経て、譜例1が2倍の音価で奏される。曲の後半となり、テンポをアンダンテに変えてしばらく進むと新しい素材が出される（譜例3）。
譜例3
譜例3は反復され、やがて静まっていくとアレグロ・トランクィロとなって静かに譜例1の再現が行われる。最後はチェロの最低音を静かに奏して幕が下ろされる。